# (39862) 1998 DX10
(39862) 1998 DX10 est un astéroïde de la ceinture principale d'astéroïdes découvert en 1998.

## Description
(39862) 1998 DX10 a été découvert le 17 février 1998 à la station de Xinglong, dans la province chinoise d'Hebei (Chine), par Beijing Schmidt CCD Asteroid Program.

### Caractéristiques orbitales
L'orbite de cet astéroïde est caractérisée par un demi-grand axe de 2,29 ua, un périhélie de 1,98 ua, une excentricité de 0,13 et une inclinaison de 7,71° par rapport à l'écliptique. Du fait de ces caractéristiques, à savoir un demi-grand axe compris entre 2 et 3,2 ua et un périhélie supérieur à 1,666 ua, il est classé, selon la JPL Small-Body Database, comme objet de la ceinture principale d'astéroïdes.

### Caractéristiques physiques
(39862) 1998 DX10 a une magnitude absolue (H) de 15,8 et un albédo estimé à 0,361.